# Enicospilus tribindus
Enicospilus tribindus är en stekelart som beskrevs av Rao och Nikam 1970. Enicospilus tribindus ingår i släktet Enicospilus och familjen brokparasitsteklar. Inga underarter finns listade i Catalogue of Life.